# 笹原直樹
笹原 直樹（ささはら なおき、1985年2月17日 -）は、地方競馬の浦和競馬場鹿沼良作厩舎に所属していた元騎手。勝負服の柄は胴赤・黒縦縞、袖黒・赤一本輪。山形県出身、血液型B型。地方競馬教養センター騎手課程第75期生。

## 来歴
2002年3月31日付けで地方競馬騎手免許を取得。同年5月14日第2回浦和競馬1日目第5競走C3七組条件戦レッドペンダントで初騎乗（11頭立て2番人気4着）。同年8月1日第4回浦和競馬3日目第3競走C3四組条件戦をマイクレイムで優勝（11頭立て9番人気）し、初勝利。
一時鹿沼良和厩舎にも所属した。
2003年8月付けで引退した。
地方通算成績は131戦3勝・2着5回・3着7回・勝率2.3%・連対率6.1%